# Demonax narayani
Demonax narayani là một loài bọ cánh cứng trong họ Cerambycidae.